# 波克罗夫斯克市镇
波克罗夫斯克市级市镇（烏克蘭語：Покровська міська громада）是乌克兰東部顿涅茨克州波克羅夫斯克區的一个市镇，行政中心为波克罗夫斯克。市镇面积为515.5平方公里，人口数量为82,388人（2020年）。

## 聚居点
该市镇包括两个城市（波克罗夫斯克、羅金斯科耶）、一个市级镇（舍甫琴柯）、31个村庄和7个乡村居民点。